# Circle Game (米川英之のアルバム)
『Circle Game』（サークル・ゲーム）は、米川英之が2015年3月3日にリリースした6枚目のアルバムである。

## 解説
- 初のオールインストゥルメンタルアルバム。全10曲収録。
- 新曲を軸にライブでは披露していたが未音源化であった作品、参加ユニット・N/Y Funk shot!!のアルバムに収録されていた作品、東京タワー竣工33年目に企画されたイメージアルバム「TOWER OF LOVE」（1991年）に収録されていた作品などを収録。

## 収録曲
| 全作曲・編曲: 米川英之。 |                        |      |            |
| #                        | タイトル               | 作詞 | 作曲・編曲 |
| 1.                       | 「Circle Game」        |      | 米川英之   |
| 2.                       | 「Color Of Wind」      |      | 米川英之   |
| 3.                       | 「Reach Out」          |      | 米川英之   |
| 4.                       | 「Nocturne」           |      | 米川英之   |
| 5.                       | 「Hot Summer Evening」 |      | 米川英之   |
| 6.                       | 「Desert Of Love」     |      | 米川英之   |
| 7.                       | 「Barracuda」          |      | 米川英之   |
| 8.                       | 「Never Mind」         |      | 米川英之   |
| 9.                       | 「Pain」               |      | 米川英之   |
| 10.                      | 「Sail To Horizon」    |      | 米川英之   |

## 楽曲解説
1. Circle Game
アルバムタイトル曲
2. Color Of Wind
3. Reach Out
米川が在籍しているバンド『N/Y Funk shot!!』のライブ・アルバム『LIVE ZERO』に収録されている楽曲のスタジオ音源バージョン。
4. Nocturne
5. Hot Summer Evening
東京タワー竣工33年目を記念したイメージアルバムに収録された楽曲。
6. Desert Of Love
7. Barracuda
8. Never Mind
9. Pain
10. Sail To Horizon